# John D. Lankenau
John Dietrich Lankenau (1817–1901) est un homme d'affaires et philanthrope germano-américain, le gendre de Francis Martin Drexel et l'homonyme du Lankenau Medical Center.

## Biographie
Né le 18 mars 1817 à Brême, en Allemagne, Lankenau fréquente le Bremen Business College. Il obtient un emploi chez un importateur allemand de produits secs, puis, en 1835, émigre à Philadelphie pour représenter l'entreprise en Amérique. Il devient finalement associé de la société allemande et gagne une "grande fortune".
En 1848, Lankenau épouse Mary Johanna Drexel (1822-1873), une fille du riche financier de Philadelphie Francis Martin Drexel, qui finit par nommer son gendre comme l'un des exécuteurs testamentaires. Après la mort de Francis en 1863, la gestion de l'énorme domaine occupe partiellement Lankenau pour le reste de sa vie. John et Mary ont deux enfants, décédés entre 1873 et 1882.
Lankenau prend sa retraite en 1865 et vend son entreprise commerciale.
À la suite de son beau-père, qui était trésorier en chef de l'hôpital allemand de la ville de Philadelphie, Lankeau est administrateur de l'hôpital de 1866 à 1869, puis président de l'hôpital jusqu'à sa mort. Lorsque l'hôpital cherche à s'agrandir en 1884, Lankenau demande de l'argent à son beau-frère, Anthony J. Drexel, qui accepte à la condition que Lankenau lègue sa collection d'art à l'Université Drexel. Lankenau accepte et l'université reçoit finalement des œuvres évaluées à 150 000 $ (4,885,800 $ aujourd'hui), dont des peintures de l'École de Barbizon par Charles-François Daubigny (1817-1878) et Jules Dupré (1811- 1889) et par des artistes de l'Académie de Düsseldorf, dont Andreas Achenbach (1815-1910) et Oswald Achenbach (1827-1905).
Toujours en 1884, Lankenau fait venir sept diaconesses d'Allemagne pour diriger l'administration et le corps infirmier de l'hôpital. "Cela a ouvert les portes à un flot de diaconesses pour venir prodiguer des soins à Philadelphie, Baltimore et Omaha", écrit un site d'histoire luthérienne. "Des années 1930 au début des années 1950, les diaconesses de la maison mère de Philadelphie servent à l'hôpital Lankenau, à l'hôpital pour enfants de Philadelphie, au Mary J. Drexel Home for the Aged, à l'école Lankenau pour filles, dans les ministères des îles Vierges, dans les paroisses et bien d'autres. des sites.".
Après la mort de Mary en 1873, Lankenau crée, avec l'aide des diaconesses de l'hôpital, le Mary J. Drexel Home for Aged and Homeless Patients of the German Hospital, une maison de retraite aujourd'hui connue sous le nom de Mary J. Drexel Home. L'organisation ouvre plus tard une école de filles appelée d'abord "L'école pour filles de la maison Mary J. Drexel" et rebaptisée en 1910 "L'école Lankenau pour filles". En juin 1942, l'école achète un manoir de 30 pièces et une guérite sur huit acres du domaine de William G. Warden, fils d'un fondateur de l'Atlantic Refining Company, et déménage au 3201 West School House Lane à Philadelphie. En 1972, l'école vend le complexe au Philadelphia College of Textiles and Science (aujourd'hui l'Université de Philadelphie, qui rénove le bâtiment et l'utilise comme centre étudiant jusqu'à sa démolition en 2006). L'école Lankenau déménage au 201 Spring Lane, aujourd'hui le site du lycée Lankenau de Philadelphie.
En 1901, Lankenau subit un accident vasculaire cérébral dans sa résidence d'été à Cape May, New Jersey. Il récupère, mais meurt le 30 août d'un deuxième accident vasculaire cérébral à Philadelphie.
Dans son testament, il laisse 2 millions de dollars (65,144,000 $ aujourd'hui) à l'hôpital allemand, qui, à l'occasion du 100e anniversaire de sa naissance en 1917, s'est rebaptisé hôpital de Lankenau ; aujourd'hui, il est connu sous le nom de Lankenau Medical Center.